# Roberto d'Aubuisson Munguía
Roberto José d'Aubuisson Munguía (español: ['da.βwi.sõn]; Santa Tecla, La Libertad, 12 de febrero de 1968), también llamado Roberto d’Aubuisson Jr.,  es un político salvadoreño y fue el alcalde de Santa Tecla desde 2015 hasta 2021. d'Aubuisson fue un exmiembro de la Asamblea Legislativa de El Salvador desde 1997 hasta 2015. En 2014, se volvió miembro del Consejo Ejecutivo Nacional de la Alianza Republicana Nacionalista (ARENA) hasta 2016.

## Biografía
Nació en Santa Tecla del departamento de La Libertad, el 12 de febrero de 1968. Es hijo del mayor Roberto d'Aubuisson, fundador de ARENA, y de Yolanda Olimpia Munguía Araujo. El 21 de diciembre de 1990, se casó con su esposa Jackeline, con quien tiene tres hijos.

## Inicios
d'Aubuisson fue criado en la fe católica. Asistió al Colegio San Francisco, graduándose en 1986. Luego asistió a la Universidad Dr. José Matías Delgado, donde se especializó en Agronegocios y obtuvo una maestría en Ingeniería. También estudió en Israel entre 1989 y 1990, en el Taller internacional sobre desafíos en las políticas y estrategias de desarrollo agrícola. En abril de 2013 asistió a un Seminario de Desarrollo Nacional ofrecido por la República de China (Taiwán).

## Carrera política temprana
La carrera política de d'Aubuisson comenzó en 1986 como Director Departamental del Sector Juvenil para el departamento de San Salvador del Partido ARENA. Sirvió hasta 1988. Luego se desempeñó como Director Nacional del Sector Nacional de la Juventud de ARENA hasta 1999.
En 1991, d'Aubuisson era miembro de la Junta Municipal de San Salvador y socio del sector juvenil del partido ARENA. En 1993, fue miembro del Comité Coordinador de Desarrollo Social en la Casa Presidencial. En 1994, fue asesor de la oficina del Viceministro de Transporte y también fue miembro del Partido Conjunto ARENA de la Asamblea Departamental de San Salvador.

## Asamblea Nacional de El Salvador
d'Aubuisson fue diputado por el Distrito Nacional de 1997 a 2000. De 1998 a 2000 también fue director Nacional del Sector Juvenil en ARENA. Desde 2003 hasta marzo de 2015, fue diputado por el departamento de La Libertad y miembro de la Asamblea Departamental Conjunta de ARENA. De 2012 a 2015 fue diputado a la Asamblea Legislativa de El Salvador por el departamento de La Libertad.
Durante su carrera como diputado de la Asamblea Legislativa, d'Aubuisson fue miembro de varios comités legislativos:
1997-2000
- Legislación y cuestiones constitucionales
- Justicia y Derechos Humanos y Trabajo y Bienestar Social

2000-2003
- Economía y agricultura
- Obras públicas, transporte y vivienda
- Juventud, deportes y recreación
- Deporte y recreación
- Salud, Medio Ambiente y Recursos Naturales

2003-2006
- Economía y agricultura
- Obras públicas, transporte y vivienda
- Juventud, deportes y recreación
- Deporte y recreación

2006-2009
- Economía y agricultura
- Turismo, juventud y deporte
- Comité ad hoc para regular el petróleo

2009-2012
- Economía y agricultura
- Tesorería y Presupuesto
- Legislación y cuestiones constitucionales

2012-2015
- Economía y agricultura
- Legislación y cuestiones constitucionales

d'Aubuisson también fue Coordinador del Grupo Parlamentario de ARENA de 2007 a 2008, y fue Secretario de la Junta de la Asamblea Legislativa desde 2008 hasta 2012. Posteriormente, fue nombrado Vicepresidente de la Junta de la Asamblea Legislativa desde 2012 hasta 2014. d'Aubuisson ha estado involucrado en organizaciones internacionales como ACYPL (Capítulo salvadoreño del Consejo Americano de Jóvenes Líderes Políticos), una organización estadounidense bipartidista que promueve intercambios de jóvenes líderes políticos en más de 100 países de todo el mundo, con el objetivo de comprender entre diferentes fuerzas políticas. El capítulo de El Salvador fue fundado bajo el nombre de ACYPL, respetando la visión política de reunir a jóvenes de diferentes partidos políticos en El Salvador. De 2000 a 2008 se desempeñó como vicepresidente de la organización, y luego como presidente de 2008 a 2010.
Ha sido honrado por figuras internacionales como George W. Bush, quien en mayo de 1999 lo nombró Invitado de Honor del estado de Texas; así como el alcalde Lee P. Brown de la ciudad de Houston, Texas quien lo reconoció como ciudadano honorario y embajador de buena voluntad.

## Alcalde de Santa Tecla
En las elecciones de 2015 para alcaldes y diputados, d'Aubuisson se postuló para la alcaldía de Santa Tecla bajo la bandera del partido ARENA, derrotando al candidato del Frente Fababundo Martí para la Liberación Nacional (FMLN) Armando Flores. Actualmente, el ayuntamiento es una pluralidad con la participación de los partidos ARENA y FMLN, con una mayoría de concejales que representan a ARENA.
El 1 de mayo de 2015, d'Aubuisson asumió el primer mandato como alcalde de Santa Tecla. Se comprometió a mejorar la calidad de vida de la gente de Santa Tecla. Su gobierno se ha centrado en fortalecer y optimizar áreas como la salud, el deporte, el bienestar social, la economía, la cultura y el turismo. El alcalde y su equipo municipal se han centrado en desarrollar programas integrales para abordar las necesidades de la gente de Santa Tecla. Estos incluyen la renovación y reapertura de los mercados municipales, campañas de fumigación para erradicar el mosquito transmisor del dengue, la chikunguña y el zika; adquirió tres camiones nuevos para recolectar basura, realizando limpieza preventiva en calles, alcantarillas y mercados; parchear calles dañadas e instalar alumbrado público eléctrico. Además, está promoviendo el desarrollo tecnológico en los foros públicos para atender mejor a los ciudadanos. Con Tecla App, una aplicación móvil que se lanzó a fines de 2015, los ciudadanos pueden informar cualquier necesidad de servicios públicos.
El apoyo al deporte es uno de los pilares del gobierno de d'Aubuisson. Como parte de la promoción del deporte en la ciudad, el ayuntamiento ha estado trabajando para mejorar espacios verdes como El Cafetalón y construir nuevos parques como Adela Van Severen. Estas áreas recreativas ofrecen clases y ligas para fútbol femenino y masculino, baloncesto, patinaje, karate, voleibol y aeróbicos.
El gobierno de d'Aubuisson también ha ofrecido apoyo para otros deportes como el fútbol americano, el voleibol y el béisbol. Se ha brindado apoyo a equipos locales como Santa Tecla Fútbol Club de la Primera División de Fútbol de El Salvador, Quequeisque FC de Segunda División de Fútbol de El Salvador, Santa Tecla Basketball Club de la Liga Mayor de El Salvador y el Club de Béisbol Santa Tecla de las Grandes Ligas de Béisbol en El Salvador.